# Halowe Mistrzostwa Europy w Lekkoatletyce 1974 – bieg na 60 m mężczyzn
Bieg na 60 metrów mężczyzn – jedna z konkurencji biegowych rozgrywanych podczas halowych lekkoatletycznych mistrzostw Europy w hali Scandinavium w Göteborgu. Eliminacje, półfinały i bieg finałowy zostały rozegrane 9 marca 1974. Zwyciężył reprezentant Związku Radzieckiego Wałerij Borzow, który był już mistrzem w tej konkurencji w 1970, 1971 i 1972. Tytułu zdobytego na poprzednich mistrzostwach nie obronił Zenon Nowosz z Polski, który tym razem zajął 6. miejsce. Manfred Kokot ustanowił w półfinale nieoficjalny halowy rekord świata czasem 6,58 s, który potem został wyrównany przez Borzowa w finale.

## Rezultaty

### Eliminacje
Rozegrano 4 biegi eliminacyjne, do których przystąpiło 24 biegaczy. Awans do półfinału dawało zajęcie jednego z pierwszych czterech miejsc w swoim biegu (Q).
Opracowano na podstawie materiału źródłowego.
Bieg 1
| Miejsce | Zawodnik            | Czas | Uwagi |
| ------- | ------------------- | ---- | ----- |
| 1       | Christer Garpenborg | 6,68 | Q     |
| 2       | Aleksandr Kornieluk | 6,71 | Q     |
| 3       | Eberhard Weise      | 6,73 | Q     |
| 4       | Dorel Cristudor     | 6,74 | Q,    |
| 5       | Samuel Monsels      | 6,95 |       |
| 6       | Kaj Pedersen        | 6,97 |       |

Bieg 2
| Miejsce | Zawodnik            | Czas | Uwagi |
| ------- | ------------------- | ---- | ----- |
| 1       | Wałerij Borzow      | 6,78 | Q     |
| 2       | Hans-Jürgen Bombach | 6,79 | Q     |
| 3       | Lajos Gresa         | 6,82 | Q     |
| 4       | Alain Sarteur       | 6,86 | Q     |
| 5       | Juraj Demeč         | 6,90 |       |
| 6       | Jerzy Wieczorek     | 6,91 |       |

Bieg 3
| Miejsce | Zawodnik                | Czas | Uwagi |
| ------- | ----------------------- | ---- | ----- |
| 1       | Wasilis Papajeorgopulos | 6,74 | Q     |
| 2       | Juris Silovs            | 6,74 | Q     |
| 3       | Dominique Chauvelot     | 6,80 | Q     |
| 4       | Rolf Trulsson           | 6,84 | Q     |
| 5       | Endre Leopold           | 6,91 |       |
| 6       | José Luis Sánchez       | 6,96 |       |

Bieg 4
| Miejsce | Zawodnik           | Czas | Uwagi |
| ------- | ------------------ | ---- | ----- |
| 1       | Manfred Kokot      | 6,66 | Q     |
| 2       | Zenon Nowosz       | 6,69 | Q     |
| 3       | Manfred Ommer      | 6,83 | Q     |
| 4       | Raimo Vilén        | 6,84 | Q     |
| 5       | Raymond Heerenveen | 6,85 |       |
| 6       | Audun Garshol      | 6,89 |       |

### Półfinały
Rozegrano 2 biegi półfinałowe, w których wystartowało 16 biegaczy. Awans do finału dawało zajęcie jednego z czterech pierwszych miejsc w swoim biegu (Q).
Opracowano na podstawie materiału źródłowego.
Bieg 1
| Miejsce | Zawodnik            | Czas | Uwagi |
| ------- | ------------------- | ---- | ----- |
| 1       | Manfred Kokot       | 6,58 | Q,    |
| 2       | Aleksandr Kornieluk | 6,61 | Q,    |
| 3       | Wałerij Borzow      | 6,64 | Q     |
| 4       | Lajos Gresa         | 6,68 | Q     |
| 5       | Eberhard Weise      | 6,69 |       |
| 6       | Dominique Chauvelot | 6,73 |       |
| 7       | Rolf Trulsson       | 6,76 |       |
| 8       | Manfred Ommer       | 6,76 |       |

Bieg 2
| Miejsce | Zawodnik                | Czas | Uwagi |
| ------- | ----------------------- | ---- | ----- |
| 1       | Christer Garpenborg     | 6,64 | Q     |
| 2       | Juris Silovs            | 6,65 | Q     |
| 3       | Zenon Nowosz            | 6,68 | Q     |
| 4       | Wasilis Papajeorgopulos | 6,71 | Q     |
| 5       | Hans-Jürgen Bombach     | 6,73 |       |
| 6       | Dorel Cristudor         | 6,74 | =     |
| 7       | Raimo Vilén             | 6,82 |       |
| 8       | Alain Sarteur           | 6,82 |       |

### Finał
Opracowano na podstawie materiału źródłowego.
| Miejsce | Zawodnik                | Czas | Uwagi |
| ------- | ----------------------- | ---- | ----- |
| 1       | Wałerij Borzow          | 6,58 | =,    |
| 2       | Manfred Kokot           | 6,63 |       |
| 3       | Aleksandr Kornieluk     | 6,66 |       |
| 4       | Christer Garpenborg     | 6,66 |       |
| 5       | Juris Silovs            | 6,68 |       |
| 6       | Zenon Nowosz            | 6,70 |       |
| 7       | Lajos Gresa             | 6,71 |       |
| 8       | Wasilis Papajeorgopulos | 6,73 |       |